# Santa Rosa, Santa Fe
Santa Rosa är en ort i Argentina.   Den ligger i provinsen Santa Fe, i den centrala delen av landet, 400 km nordväst om huvudstaden Buenos Aires. Santa Rosa ligger 25 meter över havet och antalet invånare är 5 629.
Terrängen runt Santa Rosa är mycket platt. Runt Santa Rosa är det mycket glesbefolkat, med 5 invånare per kvadratkilometer.. Det finns inga andra samhällen i närheten. 
Trakten runt Santa Rosa består huvudsakligen av våtmarker.